# Líneas Aéreas del Estado
Líneas Aéreas del Estado (LADE), cuyo nombre completo es Dirección General de Líneas Aéreas del Estado, es una aerolínea estatal de fomento argentina y la única aerolínea de fomento con sede en Buenos Aires.
Es una dirección general de la Subjefatura del Estado Mayor General de la Fuerza Aérea Argentina (FAA).
Se trata de una empresa de capital público operada por la FAA, con material y personal militar y civil de la misma, jerárquicamente dependiente del subjefe del Estado Mayor General. Proporciona vuelos regulares de carácter doméstico. Tiene el nivel de Dirección General dentro de la Fuerza.
El aeropuerto de Comodoro Rivadavia, General Enrique Mosconi, en la provincia del Chubut es la cabecera más importante de la Patagonia, desde allí enlaza pueblos del interior patagónico.

## Historia
En 1940, el Gobierno argentino crea Líneas Aéreas del Sudoeste (LASO). Su finalidad era ofrecer comunicaciones regulares con las localidades más alejadas del país, prestando servicios de transporte de carga, pasajeros y correo. El 4 de septiembre de ese año se realizó el primer vuelo en un avión Junkers Ju 52, trimotor, piloteado por el Teniente Primero Juan Francisco Fabri, entre la base aérea de El Palomar y Esquel, con escalas en Santa Rosa, Neuquén y San Carlos de Bariloche.
Posteriormente se crean las Líneas Aéreas del Noreste (LANE), cubriendo la ruta entre Buenos Aires y Cataratas del Iguazú. El vuelo inaugural tuvo lugar el 6 de enero de 1944.
El 23 de octubre de 1944, ambas líneas se unificaron bajo la denominación Líneas Aéreas del Estado (LADE). En su apogeo, LADE llegó a operar hasta 30 destinos en Argentina, incluyendo las islas Malvinas.
LADE fue hasta 2006 una de las dos aerolíneas en el mundo que aún operaban Boeing 707 en el servicio de pasajeros, en los vuelos hacia Río Gallegos y Comodoro Rivadavia desde la Base El Palomar de la Fuerza Aérea, cerca de Buenos Aires. (La otra compañía aérea era Saha Air Lines de Irán, propiedad de la Fuerza Aérea Iraní). El 707 ya no se utiliza más en los servicios regulares de pasajeros. Fue utilizado para rutas largas, como AEP-USH y CRD-USH y USH-BRC.
En agosto de 2013, durante el 103° aniversario de la Fuerza Aérea Argentina, el Ministerio de Defensa anunció que LADE incorporará en formato wet-lease dos aeronaves Embraer ERJ 135 de origen brasileño para reemplazar las operaciones de los F-28 Mk1000.
En mayo de 2016, se especuló con transferir LADE al Ministerio de Transporte de la Nación, perdiendo su pertenencia a la Fuerza Aérea y, además, comenzar a utilizar aeronaves alquiladas de la empresa Avianca.

### LADE en Malvinas

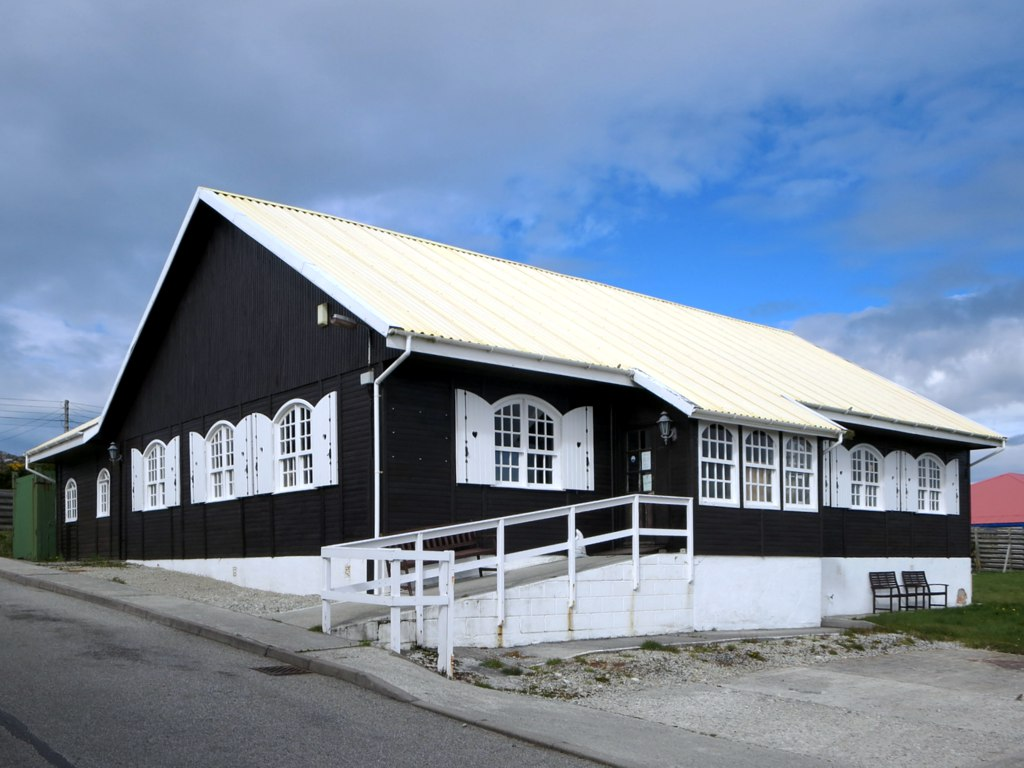
La «casa Britannia» («Britannia house»), es un edificio de techo amarillo y paredes negras, que se encuentra a 75 metros de la costa marina, a 300 m de la residencia del gobernador, y a 1700 m al oeste del muelle principal de la localidad. Fue construido en 1981 por el estado argentino, sirviendo como residencia del comodoro del aire argentino que representaba a LADE. Después de la guerra, fue sede de los comandantes de las fuerzas británicas hasta la inauguración de la Base Aérea de Monte Agradable y desde 1989 hasta 2014 fue la sede del Museo de las islas Malvinas.

LADE fue la única línea aérea argentina que mantuvo en forma permanente por más de una década una sucursal en la ciudad de Puerto Argentino y una línea regular entre Puerto Argentino/Stanley en las Islas Malvinas y Comodoro Rivadavia en la provincia del Chubut entre 1972 y 1982. Los vuelos se iniciaron por convenios internacionales y fueron interrumpidos por el conflicto del Atlántico Sur. Dichos vuelos rompieron el aislamiento aéreo de las islas, siendo la única conexión aérea con el continente. La sucursal fue la primera oficina estatal argentina en las Malvinas.
El 25 de mayo de 1970, en una nota publicada en el diario Clarín al entonces responsable de las operaciones de LADE, Brigadier Carlos Washington Pastor, manifestaba que se evaluaba la posibilidad de iniciar un servicio entre Río Gallegos y Puerto Stanley, pretendiendo llevar a cabo un «efecto flexibilizador» de la postura de los isleños. Mientras Argentina y Reino Unido negociaban, se realizaron estudios de factibilidad. Estos decían que la explotación de dichos vuelos sería deficitaria por un período de tres años y que se contemplaba la construcción de un aeropuerto en Puerto Argentino/Stanley para la operación de aeronaves con capacidad para 18 a 20 pasajeros, con una inversión de un millón de pesos argentinos (valores de la época). También se estipulaba que los vuelos desde Río Gallegos serían realizados semanalmente con aviones de compañías argentinas «autorizadas para explotar el cabotaje nacional».

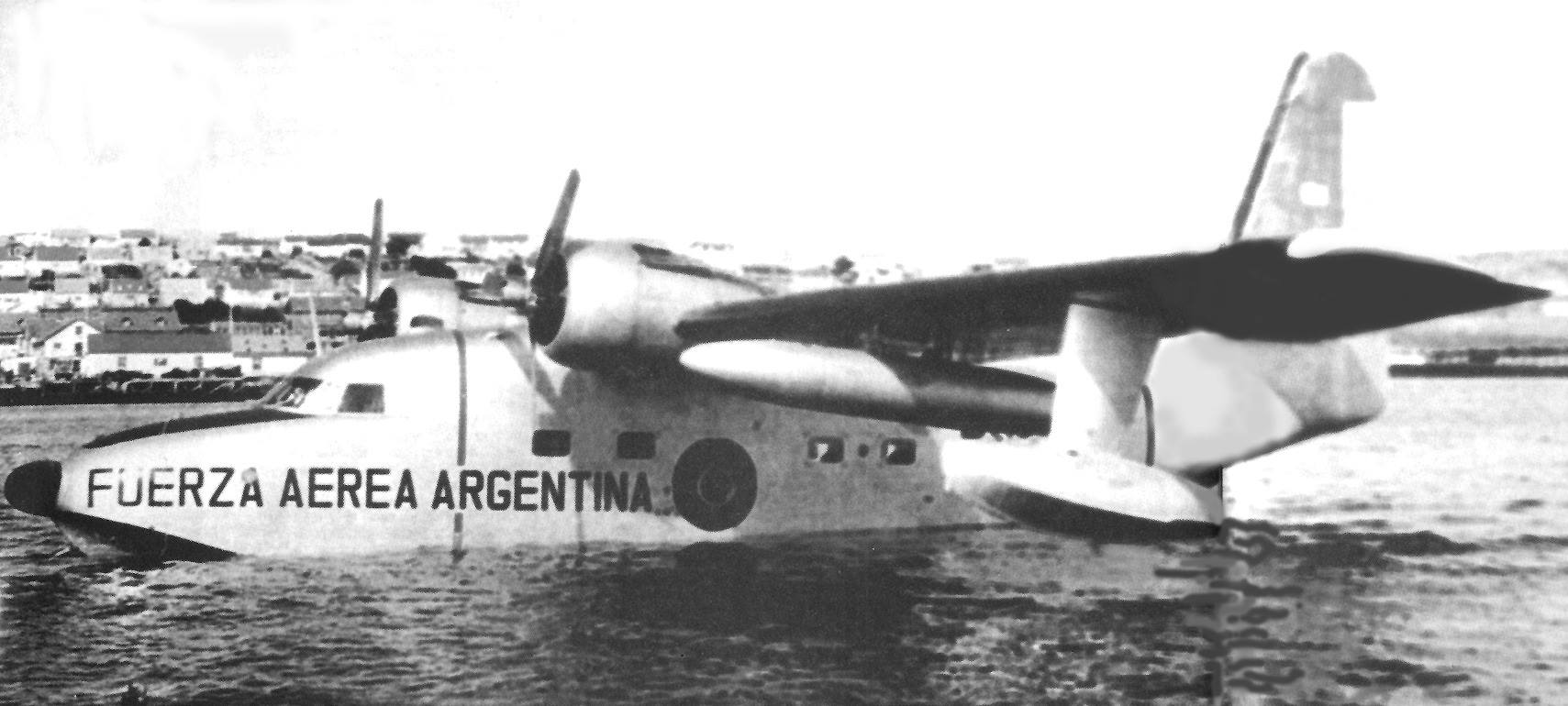
Un Grumman HU-16 Albatross en la costa de Puerto Argentino, esta aeronave fue la primera en realizar un vuelo regular de LADE a las islas.

El 15 de febrero de 1971, un hidroavión Grumman BS-03 Albatross argentino acuatizó en la rada de Puerto Argentino/Stanley desde Comodoro Rivadavia para enviar a un marino a Buenos Aires donde debía ser operado. En ese vuelo se transportaron algunas piezas postales. En abril de 1971 Argentina compró la pista de aluminio a la empresa estadounidense Harvey Alluminium Co. El costo fue de 700.000 dólares.

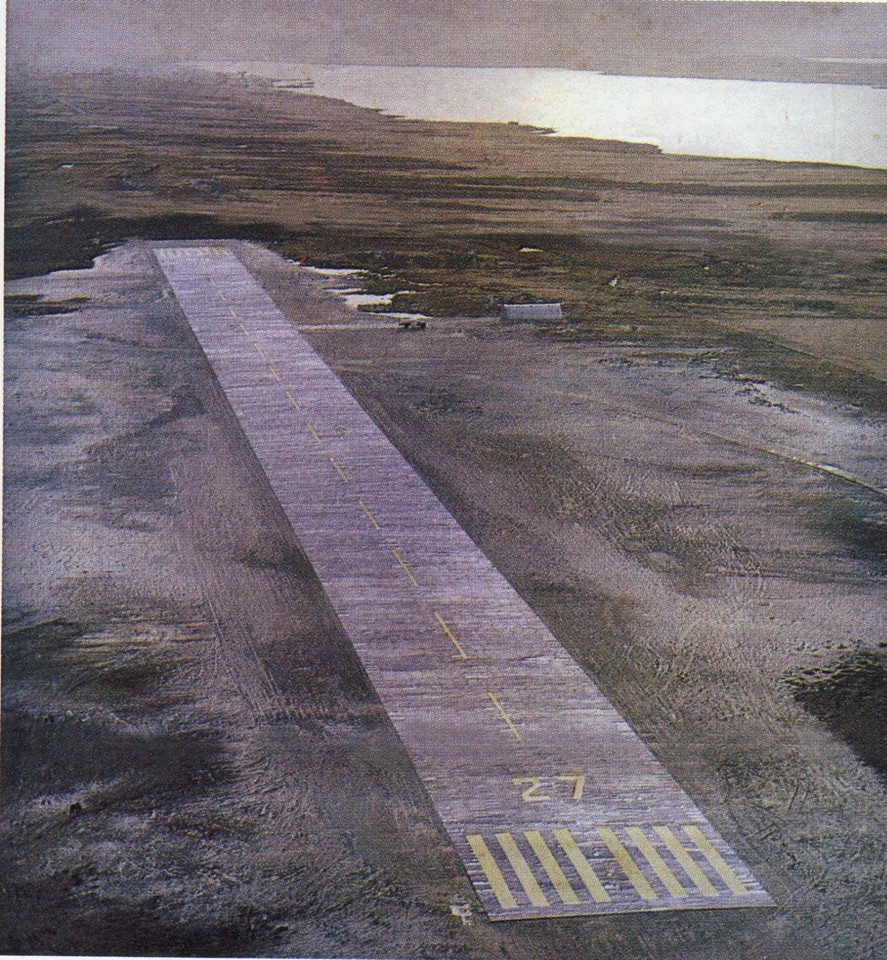
La pista de planchas de aluminio en la zona de punta Rompientes. El vuelo inaugural fue el 15 de noviembre de 1972, con este vuelo se incorpora la escala Puerto Stanley (Puerto Argentino) y se implanta el servicio LD 200/1 Comodoro Rivadavia-Malvinas y regreso, con una frecuencia semanal, en Fokker F-27. LADE se hace cargo de la administración y los vuelos.

En junio, debido a recomendaciones de las Naciones Unidas, en Buenos Aires reuniones entre funcionarios argentinos y británicos. El 1 de julio se suscribió la Declaración Conjunta de Buenos Aires, donde se acordó crear una Comisión Especial, para el otorgamiento de un documento para ingresar y transitar dentro del territorio continental, franquicias impositivas para los viajeros, la atención del servicio postal, telegráfico y telefónico, el establecimiento de un servicio marítimo regular por parte del Reino Unido y de una línea aérea por parte de Argentina. La Fuerza Aérea Argentina tomó la responsabilidad de cumplir este último punto del acuerdo y ordenó la operación con aviones anfibios Grumman HU-16B Albatross hasta que se construyera una pista adecuada para aviones terrestres. De hecho, el acuerdo estipuló la construcción de un aeropuerto y la implementación de todo tipo de facilidades para su operación. Otros puntos también eran brindar facilidades para la salud y educación de los isleños y proveer a precios de fomento combustibles líquidos y gas envasado.
El primer servicio de forma irregular fue el 3 de julio cuando un hidroavión desde Comodoro Rivadavia (previas escalas en Río Gallegos y Tandil) transportó hacia las islas a los firmantes del tratado (tanto argentinos como isleños), retornando con pasajeros y correo. Este vuelo fue seguido por otros cinco durante el mismo año realizados con los BS-02 y BS-01. El 16 de noviembre, viajó una comisión especial técnica de la Real Fuerza Aérea británica, que evaluaría la construcción del aeropuerto.
El primer vuelo regular entre Comodoro Rivadavia y Puerto Stanley se inició el 12 de enero de 1972 con hidroaviones (Grumman HU-16 Albatross) que podían operar en tierra, nieve y agua con una frecuencia de dos servicios mensuales (segundo y cuarto martes de cada mes). A partir de entonces, se efectuaron vuelos sanitarios, transporte de pasajeros y cargas (correo, alimento, medicamentos). Los vuelos con los hidroaviones solían llevar 4 o 5 pasajeros. En octubre, LADE creó una oficina en Puerto Stanley, que se materializó el 20 de noviembre en un terreno cedido por el gobierno isleño ubicado en la Costanera Ross, la principal calle de la ciudad. Allí se designó un Jefe de Agencia y se instaló un equipo de radio BLU. Al mismo tiempo se intentó incrementar el número de frecuencias mensuales. Hasta noviembre, se realizaron unos 30 vuelos con los Grumman Albatross.
El primer vuelo regular, con aviones turbohélice Fokker F-27 y reactores Fokker F-28, se realizó el 15 de noviembre de 1972, luego que la Fuerza Aérea Argentina construyera una pista provisoria con planchas metálicas de aluminio, donde se encuentra el actual Aeropuerto de Puerto Argentino/Stanley. A partir de allí, los servicios fueron semanales. La longitud limitada de la primera pista de aterrizaje del aeropuerto de Puerto Argentino/Stanley perjudicó a los reglamentos de peso de las aeronaves que operaban la ruta. Esto limitó el número de pasajeros transportados hasta un máximo de 22, junto con una reducción del volumen de correo y carga.
En 1973, al cumplirse el primer aniversario de la habilitación de la pista de aluminio, el Jefe del Estado Mayor de la Fuerza Aérea Argentina, Brigadier Roberto Donato Bortot, fue recibido por el gobernador de las Islas, Ernest Gordon Lewis, al descender del Fokker F-27 T-44 de LADE. En octubre de 1974 a bordo de un vuelo de LADE llegó a las islas un Citroën 2CV de fabricación argentina afectado a tareas de apoyo en la agencia de Puerto Stanley. También había un Dodge D200, también de fabricación argentina, llegado a las islas el año anterior. Esta pick up se convirtió en el primer vehículo argentino en las islas.
En 1975, el Congreso Nacional Argentino sancionó la Ley n.º 20887, solicitando la ampliación de la pista provisoria que la Fuerza Aérea Argentina construyera en Puerto Stanley, para darle una extensión de 1200 metros (ya que era de 700). El costo de la obra se estimó en 2.300.000 dólares y concluyó en octubre de 1976. Allí trabajaron personal de Fuerza Aérea Argentina, Ejército Argentino y Vialidad Nacional. A partir de entonces se realizaron vuelos de carga con aviones Hércules C-130. Esto permitió instalar las plantas de Gas del Estado y de Yacimientos Petrolíferos Fiscales (YPF). Además, se realizaron investigaciones por parte de la Sociedad Científica Argentina y hasta se designaron dos maestras para la enseñanza del idioma español en las escuelas de la isla.
En esos años, el representante de Gas del Estado en las islas, también era agente de LADE y delegado del Ministerio de Relaciones Exteriores argentino.
La pista provisoria se mantuvo hasta 1976, cuando una tormenta destrozó grandes áreas, quedando inutilizable. El aeropuerto se inauguró al año siguiente, siendo construido por el gobierno británico. Los últimos vuelos regulares de LADE fueron los de los días 16, 23 y 30 de marzo de 1982. La noche de los días 20 y 21 de marzo, la cerradura de la sucursal fue violentada por un grupo de kelpers, quienes ingresaron a su interior, arriaron la bandera argentina de la oficina, cubriéndola con la enseña británica y escribieron frases violentas en las ventanas.
Entre el 23 y el 24 de marzo de 1982, días antes del inicio de la guerra, el Reino Unido pidió el retiro de LADE en las islas por la presencia argentina en Puerto Leith en el marco de la Operación Georgias.
A lo largo de las operaciones de la Fuerza Aérea Argentina en las islas antes de la guerra, hubo distintos vuelos con otro tipo de aeronaves, como el Lockheed C-130, Lear Jet y IA-50 Guaraní II. Los números totales del servicio de LADE fueron 1.515 vuelos realizados (con un total de 3533 horas de vuelo), transportando 21.597 pasajeros y 465.763 kilogramos de carga.

### LADE en la Antártida
En julio de 2016, el Ministerio de Defensa anunció las intenciones de realizar vuelos turísticos hacia la Base Marambio a partir del verano austral de 2018. Para ello, se acondicionará el aeropuerto de dicha base para poder recibir vuelos civiles. Dichos vuelos serán operados por LADE mediante nuevas aeronaves de transporte turbohélice. Habrá un cupo de 20 turistas por semana, que además deberán respetar el protocolo de seguridad antártico.

### Interrupción del servicio en 2018
El 18 de junio de 2018 la empresa dejó de operar la Patagonia porque sus SAAB 340B operativos estaban excediendo por dos años el plazo de la revisión de seguridad establecida por el fabricante. Las dos aeronaves quedaron en hangares del aeropuerto de Comodoro Rivadavia. A pesar de que la línea cuenta con cuatro aviones de este tipo solo dos estaban en condiciones. Estos aviones arribaron al país en 2008, tras ser adquiridos durante la gestión en Defensa de Nilda Garré a un costo de 30 millones de dólares. El plan de mantenimiento, documentación que también se vendió en 466.560 dólares la contratista Fairbrook, ganadora de la licitación, incluía el Boletín de Servicios con el detalle de que en 2016 se debían iniciar tareas de overhaul al tren de aterrizaje de las cuatro aeronaves, las cuales fueron omitidas.

## Flota

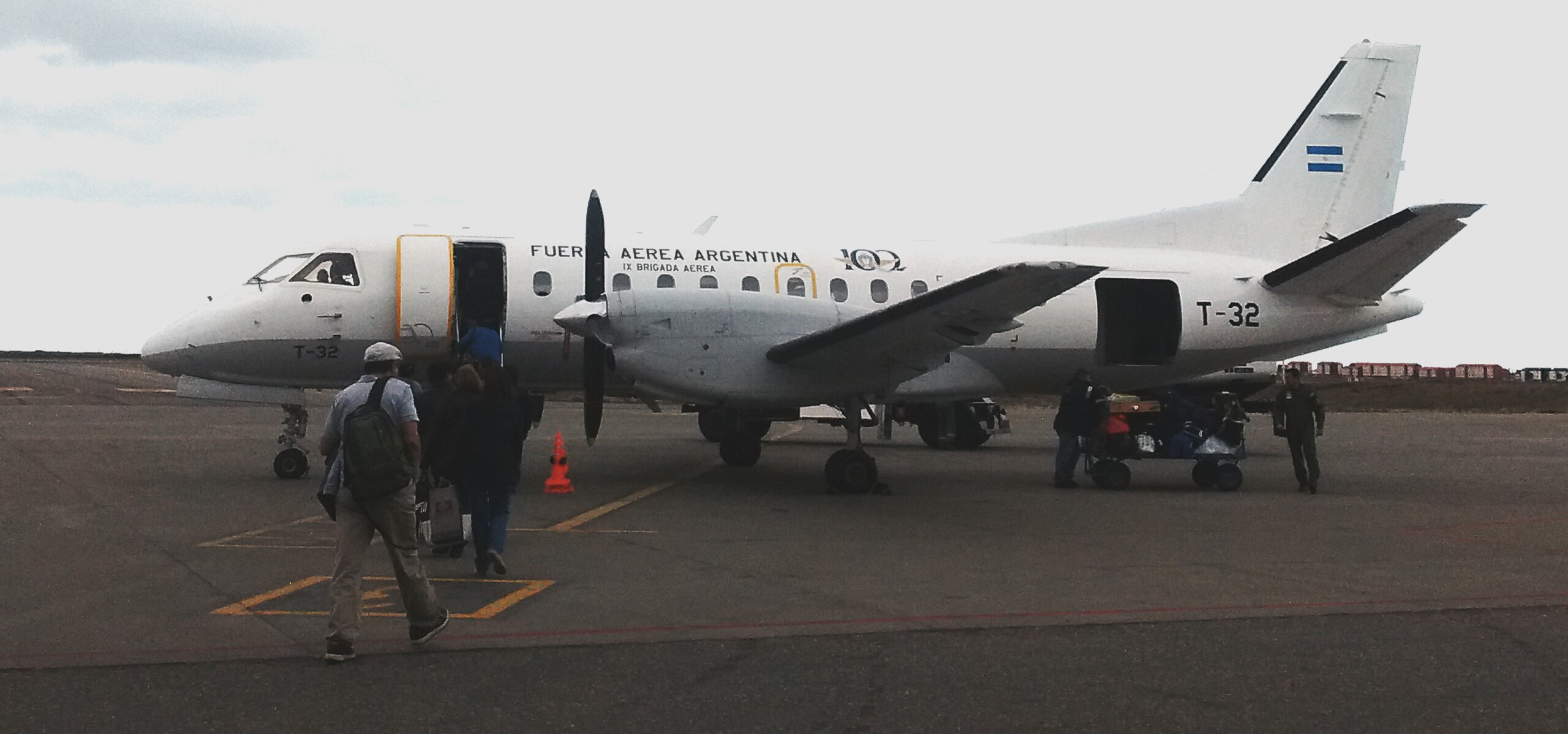
SAAB 340 en el aeropuerto de Río Grande

La flota de LADE se comprende por aviones pertenecientes a la Fuerza Aérea Argentina que realizan tareas tanto para LADE como para funciones estrictamente militares y está constituida por las siguientes aeronaves (a octubre de 2023):

## Destinos

### Destinos regulares
| Ciudad                                                                     | Código de Aeropuerto | Código de Aeropuerto | Nombre del aeropuerto                                    | Notas   |
| Ciudad                                                                     | IATA                 | ICAO                 | Nombre del aeropuerto                                    | Notas   |
| -------------------------------------------------------------------------- | -------------------- | -------------------- | -------------------------------------------------------- | ------- |
| Argentina                                                                  |                      |                      |                                                          |         |
| Desde Comodoro Rivadavia, Aeropuerto Internacional General Enrique Mosconi |                      |                      |                                                          |         |
| Alto Río Senguer                                                           | ARR                  | SAVR                 | Aeropuerto Alto Río Senguer                              |         |
| Bahía Blanca                                                               | BHI                  | SAZB                 | Aeropuerto Comandante Espora                             |         |
| Bariloche                                                                  | BRC                  | SAZS                 | Aeropuerto Internacional Teniente Luis Candelaria        |         |
| Buenos Aires                                                               | AEP                  | SABE                 | Aeroparque Jorge Newbery                                 | Vía MDQ |
| El Bolsón                                                                  | EHL                  | SAVB                 | Aeropuerto de El Bolsón                                  |         |
| El Calafate                                                                | FTE                  | SAWC                 | Aeropuerto Internacional Comandante Armando Tola         |         |
| El Maitén                                                                  | EMX                  | SAVD                 | Aeropuerto de El Maitén                                  |         |
| El Palomar                                                                 | EPA                  | SADP                 | Aeropuerto El Palomar                                    |         |
| José de San Martín                                                         | JSM                  | SAWS                 | Aeropuerto de José de San Martín                         |         |
| Mar del Plata                                                              | MDQ                  | SAZM                 | Aeropuerto Internacional Astor Piazzolla                 |         |
| Paraná                                                                     | PRA                  | SAAP                 | Aeropuerto General Justo José de Urquiza                 | Vía AEP |
| Puerto Madryn                                                              | PMY                  | SAVY                 | Aeropuerto El Tehuelche                                  |         |
| Río Gallegos                                                               | RGL                  | SAWG                 | Aeropuerto Internacional Piloto Civil Norberto Fernández |         |
| Río Grande                                                                 | RGA                  | SAWE                 | Aeropuerto Internacional Gob. Ramón Trejo Noel           | Vía RGL |
| Río Mayo                                                                   | ROY                  | SAWM                 | Aeropuerto de Río Mayo                                   |         |
| Trelew / Rawson                                                            | REL                  | SAVT                 | Aeropuerto Almirante Marcos A. Zar                       |         |
| Ushuaia                                                                    | USH                  | SAWH                 | Aeropuerto Internacional de Ushuaia Malvinas Argentinas  | Vía RGL |
| Viedma                                                                     | VDM                  | SAVV                 | Aeropuerto Gobernador Edgardo Castello                   |         |
| Yacimientos Río Turbio / Veintiocho de Noviembre                           | RYO                  | SAWT                 | Aeropuerto El Turbio                                     | Vía USH |

| Ciudad                                       | Código de Aeropuerto | Código de Aeropuerto | Nombre del aeropuerto                           | Notas   |
| Ciudad                                       | IATA                 | ICAO                 | Nombre del aeropuerto                           | Notas   |
| -------------------------------------------- | -------------------- | -------------------- | ----------------------------------------------- | ------- |
| Argentina                                    |                      |                      |                                                 |         |
| Desde Buenos Aires, Aeroparque Jorge Newbery |                      |                      |                                                 |         |
| Reconquista                                  | RCQ                  | SATR                 | Aeropuerto Teniente Daniel Jukic                | Vía ROS |
| Rosario                                      | ROS                  | SAAR                 | Aeropuerto Internacional Rosario Islas Malvinas |         |

### Destinos estacionales
| Ciudad                                       | Código de Aeropuerto | Código de Aeropuerto | Nombre del aeropuerto                     | Notas         |
| Ciudad                                       | IATA                 | ICAO                 | Nombre del aeropuerto                     | Notas         |
| -------------------------------------------- | -------------------- | -------------------- | ----------------------------------------- | ------------- |
| Argentina                                    |                      |                      |                                           |               |
| Desde Buenos Aires, Aeroparque Jorge Newbery |                      |                      |                                           |               |
| Necochea                                     | NEC                  | SAZO                 | Aeropuerto Edgardo Hugo Yelpo             | [ 29 ] [ 30 ] |
| Neuquén                                      | NQN                  | SAZN                 | Aeropuerto Internacional Presidente Perón | vía BBI       |
| Miramar                                      | MJR                  | SA14                 | Aeródromo Juan Domingo Perón              | [ 30 ]        |
| Santa Teresita                               | SST                  | SAZL                 | Aeropuerto de Santa Teresita              | [ 30 ]        |

| Ciudad                                                                     | Código de Aeropuerto | Código de Aeropuerto | Nombre del aeropuerto                     | Notas   |
| Ciudad                                                                     | IATA                 | ICAO                 | Nombre del aeropuerto                     | Notas   |
| -------------------------------------------------------------------------- | -------------------- | -------------------- | ----------------------------------------- | ------- |
| Argentina                                                                  |                      |                      |                                           |         |
| Desde Comodoro Rivadavia, Aeropuerto Internacional General Enrique Mosconi |                      |                      |                                           |         |
| Neuquén                                                                    | NQN                  | SAZN                 | Aeropuerto Internacional Presidente Perón | vía BRC |
| Chos Malal                                                                 | HOS                  | SAHC                 | Aeropuerto de Chos Malal                  | Vía NQN |
| Loncopué                                                                   | LCP                  | ?                    | Aeropuerto Teniente La Rufa               | Vía NQN |
| San Martín de los Andes                                                    | CPC                  | SAZY                 | Aeropuerto Chapelco                       | Vía NQN |

### Destinos que dejaron de operar
| Ciudad                                                                     | Código de Aeropuerto | Código de Aeropuerto | Nombre del aeropuerto                       | Notas              |
| Ciudad                                                                     | IATA                 | ICAO                 | Nombre del aeropuerto                       | Notas              |
| -------------------------------------------------------------------------- | -------------------- | -------------------- | ------------------------------------------- | ------------------ |
| Argentina                                                                  |                      |                      |                                             |                    |
| Desde Comodoro Rivadavia, Aeropuerto Internacional General Enrique Mosconi |                      |                      |                                             |                    |
| Cutral Co                                                                  | CUT                  | SAZW                 | Aeropuerto de Cutral-Co                     | Vía NQN y BRC      |
| El Calafate                                                                | ING                  | SAWA                 | Aeropuerto de Lago Argentino                | Vía RGL            |
| Esquel                                                                     | EQS                  | SAVE                 | Aeropuerto Brigadier General Antonio Parodi | Vía REL            |
| General Roca                                                               | GNR                  | SAHR                 | Aeropuerto de General Roca                  | Vía REL, EQS y BRC |
| Gobernador Gregores                                                        | GGS                  | SAWR                 | Aeropuerto de Gobernador Gregores           |                    |
| Perito Moreno                                                              | PMQ                  | SAWP                 | Aeropuerto Jalil Hamer                      |                    |
| Puerto Argentino/Stanley                                                   | PSY                  | SFAL                 | Aeropuerto de Puerto Argentino/Stanley      | 1972-1982          |
| Puerto Deseado                                                             | PUD                  | SAWD                 | Aeropuerto Puerto Deseado                   |                    |
| Puerto Santa Cruz                                                          | RZA                  | SAWU                 | Aeropuerto de Puerto Santa Cruz             |                    |
| Puerto San Julián                                                          | ULA                  | SAWJ                 | Aeropuerto Capitán José Daniel Vázquez      |                    |
| San Antonio Oeste                                                          | OES                  | SAVN                 | Aeropuerto Antonie de Saint Exupery         |                    |
| Trelew                                                                     | -                    | SAOY                 | Aeropuerto Viejo de Trelew                  |                    |
| Zapala                                                                     | APZ                  | SAHZ                 | Aeropuerto de Zapala                        | vía NQN y BRC      |

| Ciudad                                                               | Código de Aeropuerto | Código de Aeropuerto | Nombre del aeropuerto                             | Notas |
| Ciudad                                                               | IATA                 | ICAO                 | Nombre del aeropuerto                             | Notas |
| -------------------------------------------------------------------- | -------------------- | -------------------- | ------------------------------------------------- | ----- |
| Argentina                                                            |                      |                      |                                                   |       |
| Desde Córdoba, Aeropuerto Internacional Ingeniero Ambrosio Taravella |                      |                      |                                                   |       |
| Bahía Blanca                                                         | BHI                  | SAZB                 | Aeropuerto Comandante Espora                      |       |
| Bariloche                                                            | BRC                  | SAZS                 | Aeropuerto Internacional Teniente Luis Candelaria |       |
| Buenos Aires                                                         | AEP                  | SABE                 | Aeroparque Jorge Newbery                          |       |
| Catamarca                                                            | CTC                  | SANC                 | Aeropuerto Coronel Felipe Varela                  |       |
| Esquel                                                               | EQS                  | SAVE                 | Aeropuerto Brigadier General Antonio Parodi       |       |
| La Rioja                                                             | IRJ                  | SANL                 | Aeropuerto Capitán Vicente Almandos Almonacid     |       |
| Morón                                                                | MOR                  | SADM                 | Aeropuerto de Morón                               |       |
| Paraná                                                               | PRA                  | SAAP                 | Aeropuerto General Justo José de Urquiza          |       |
| Resistencia                                                          | RES                  | SARE                 | Aeropuerto Internacional de Resistencia           |       |
| San Luis                                                             | LUQ                  | SAOU                 | Aeropuerto Brigadier Mayor César Raúl Ojeda       |       |
| San Martín de los Andes                                              | CPC                  | SAZY                 | Aeropuerto Chapelco                               |       |
| Santa Rosa                                                           | RSA                  | SAZR                 | Aeropuerto de Santa Rosa                          |       |
| Tandil                                                               | TDL                  | SAZT                 | Aeropuerto de Tandil                              |       |

## Galería

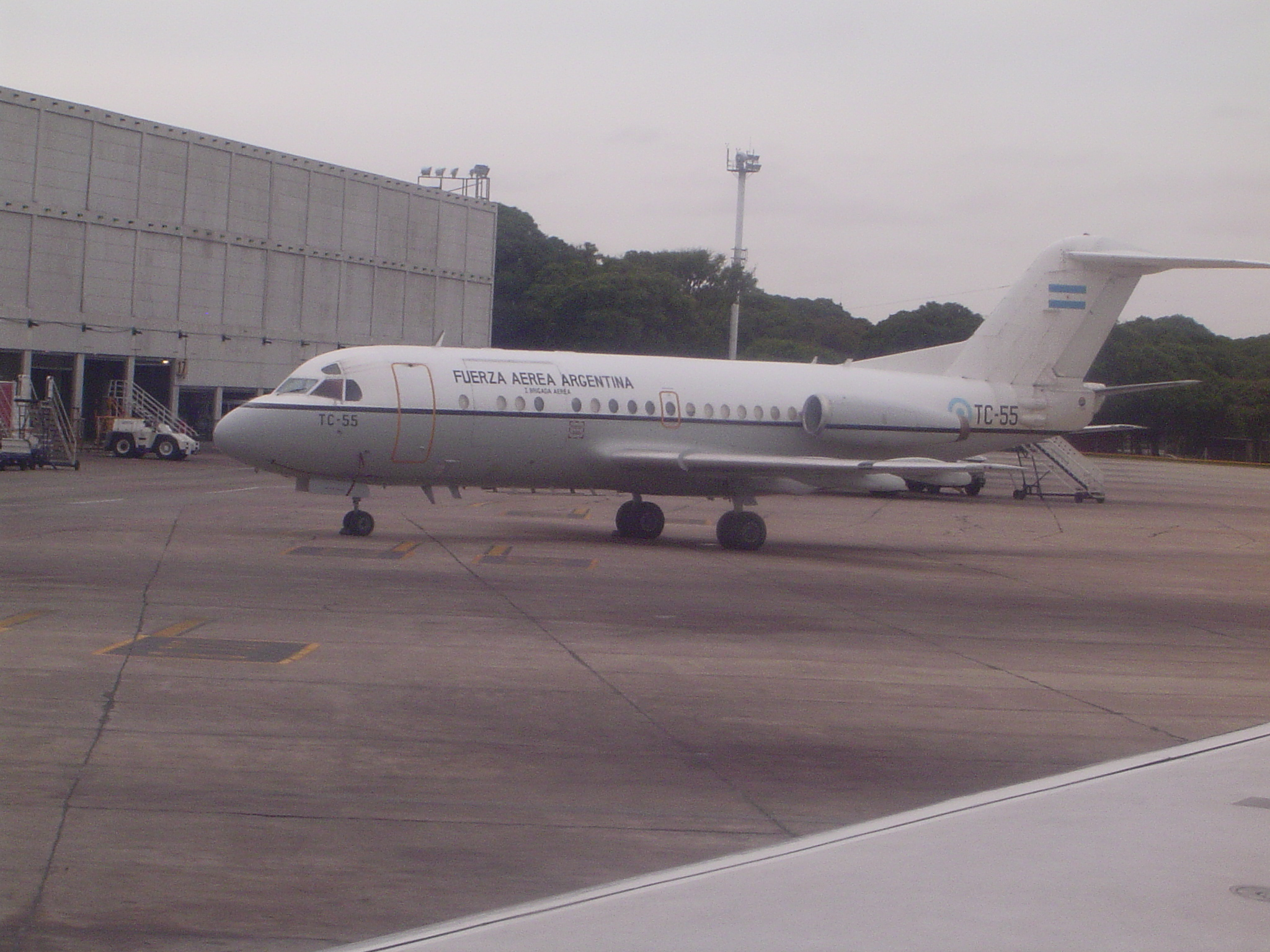
Fokker F28 Fellowship en Aeroparque.
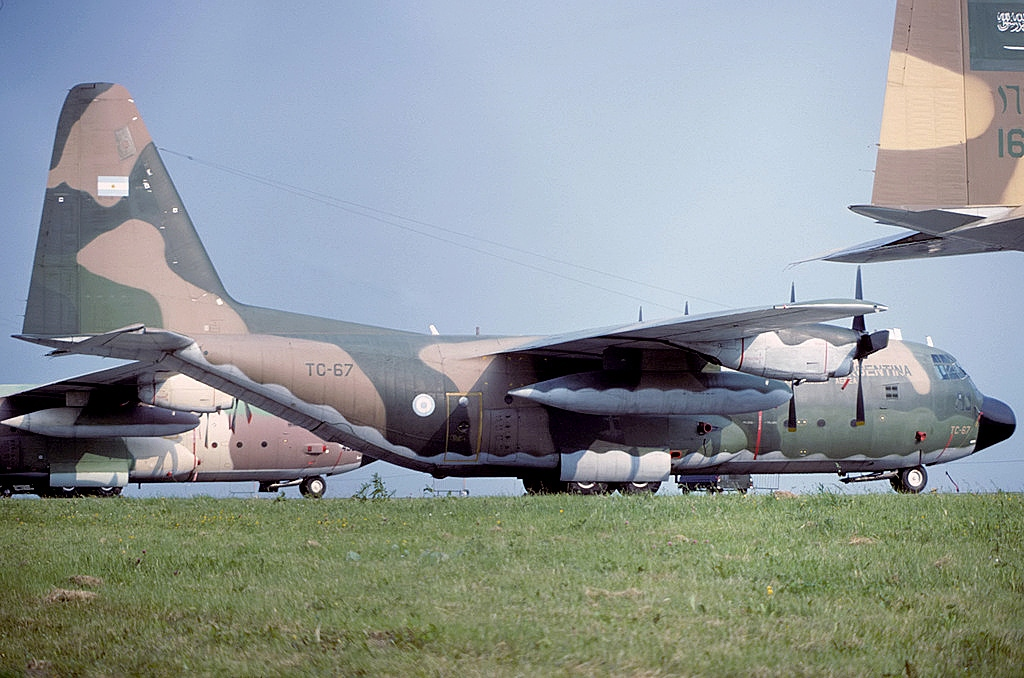
Lockheed C-130B/H Hércules de la Fuerza Aérea, similar al usado por LADE.
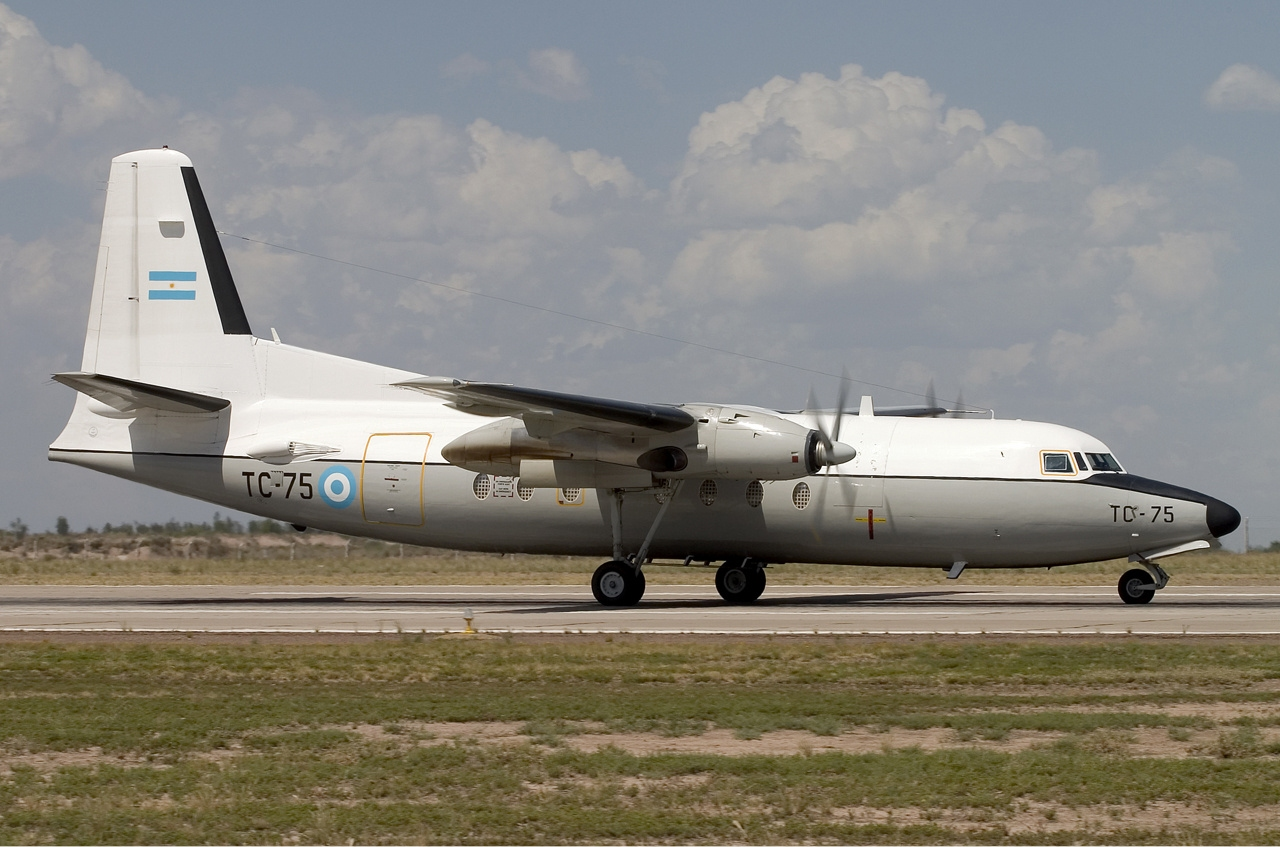
Fokker F27 Friendship de la Fuerza Aérea, similar al usado por LADE.
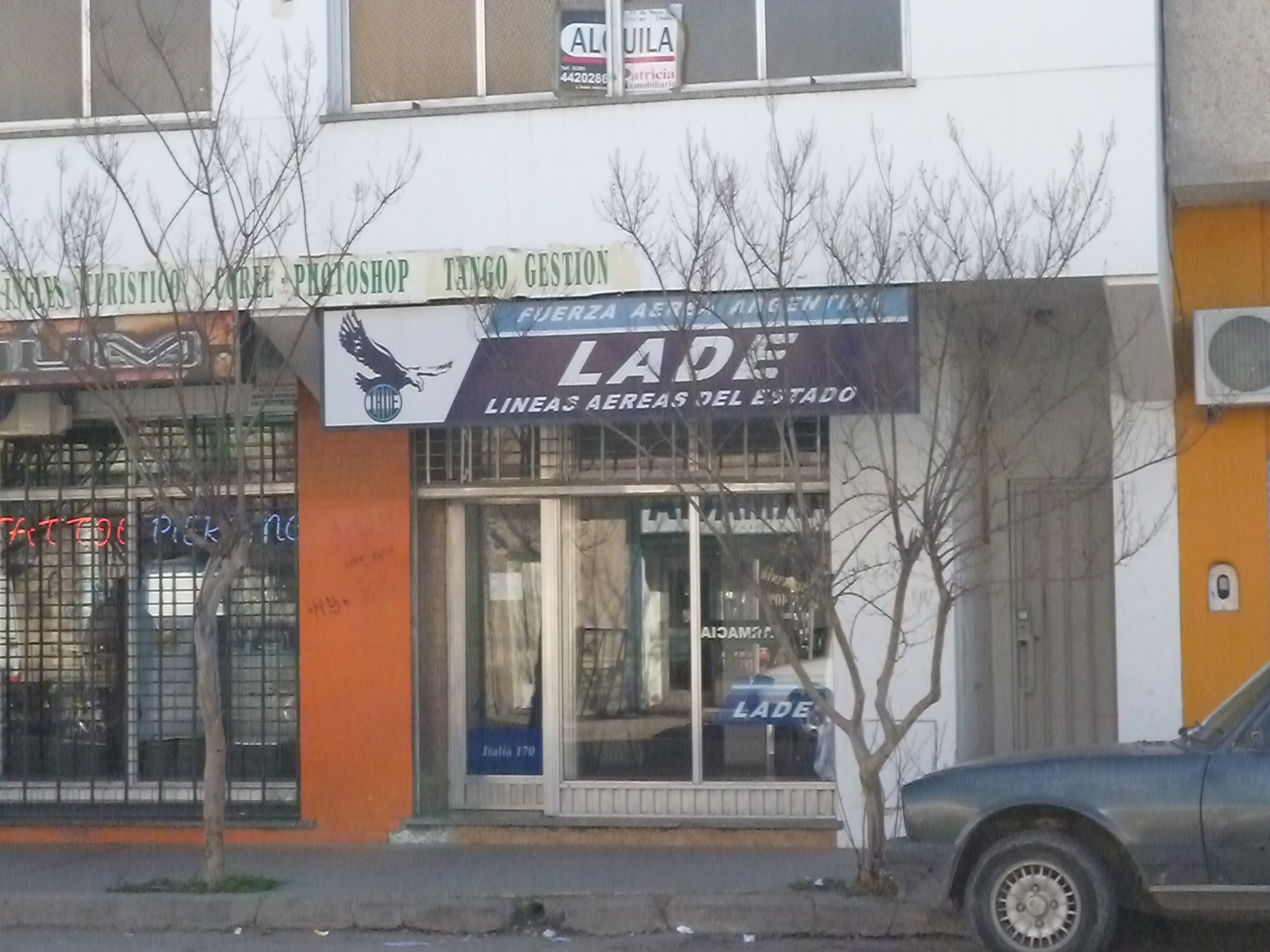
Sucursal en Trelew.
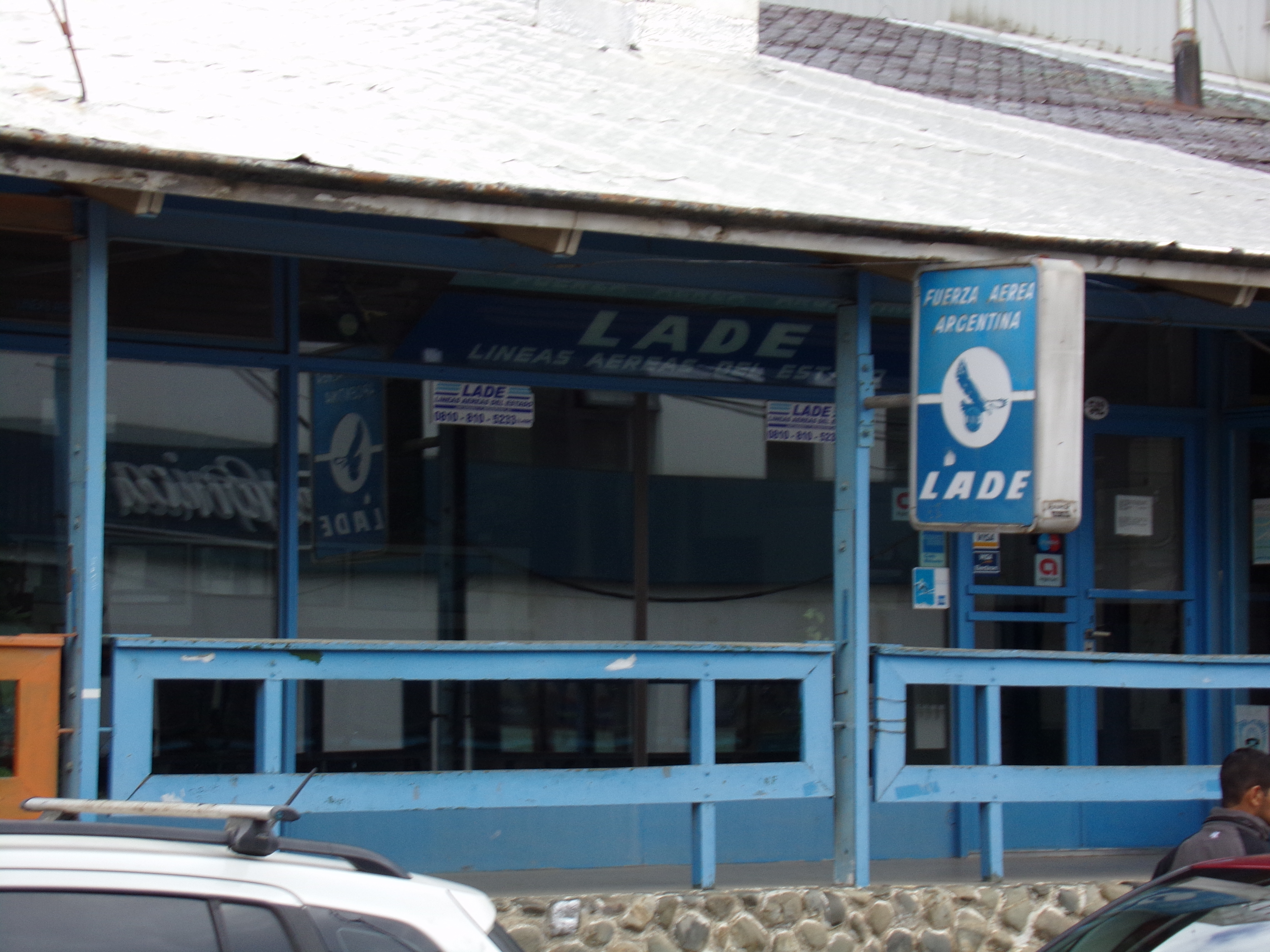
Sucursal en Ushuaia.
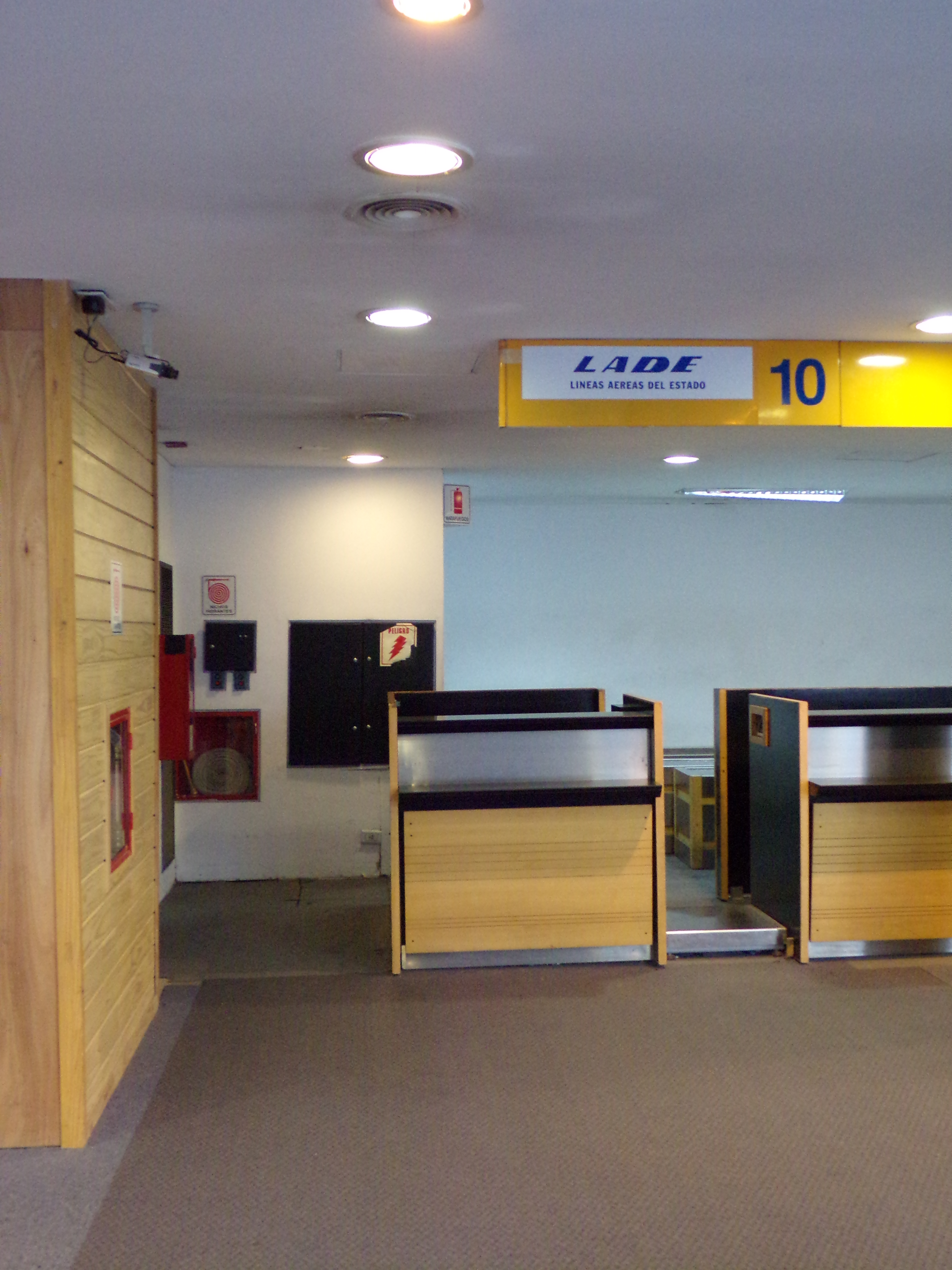
Sector de check-in en el aeropuerto de Ushuaia.